# Ricky Nelson (album)
Ricky Nelson – drugi studyjny album amerykańskiego piosenkarza Ricky'ego Nelsona wydany w 1958 roku przez wytwórnię Imperial Records.

## Utwory
| A1 | Shirley Lee                  | 1:57 |
| A2 | Someday                      | 2:49 |
| A3 | There's Good Rockin' Tonight | 2:39 |
| A4 | I'm Feelin' Sorry            | 2:17 |
| A5 | Down The Line                | 2:30 |
| A6 | Unchained Melody             | 2:16 |
| B1 | I'm In Love Again            | 2:19 |
| B2 | Don't Leave Me This Way      | 2:24 |
| B3 | My Babe                      | 2:32 |
| B4 | I'll Walk Alone              | 2:35 |
| B5 | There Goes My Baby           | 2:12 |
| B6 | Poor Little Fool             | 2:29 |